# Пішохідний міст

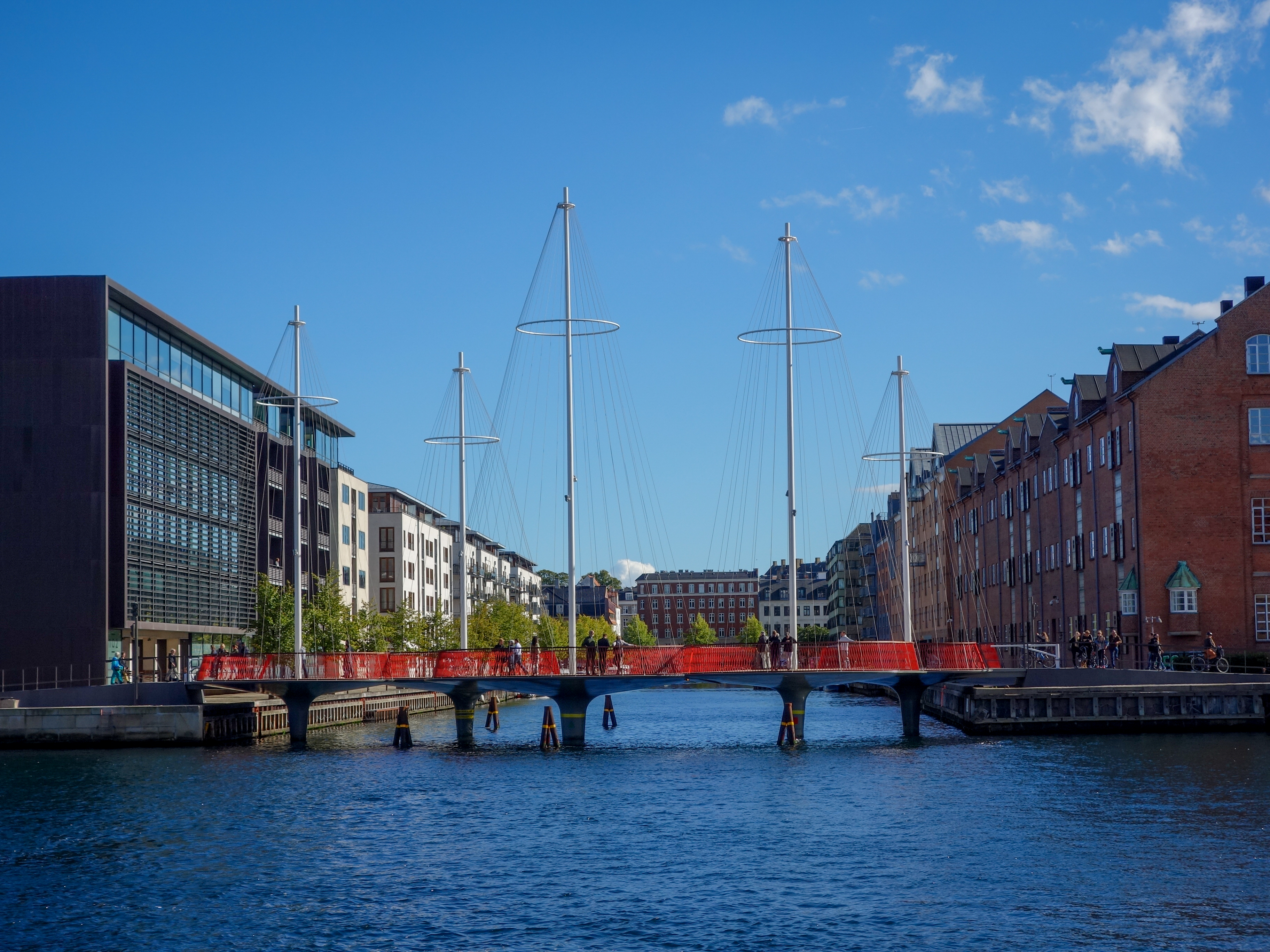
Круглий міст у Копенгагені

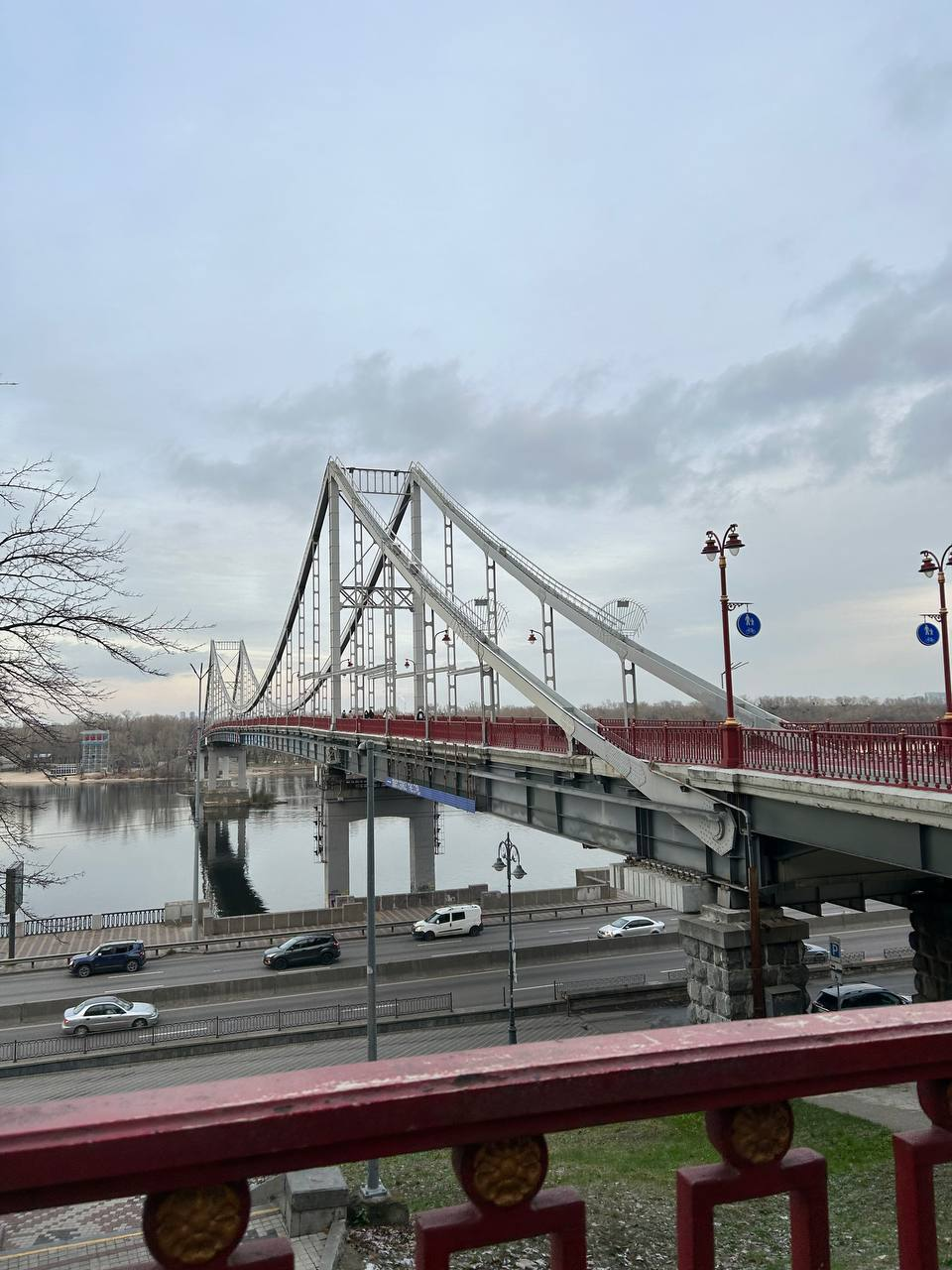
Парковий (пішохідний) міст у Києві

Пішохідний міст (також пішохідна естакада) — це міст виключно для пішоходів. У той час як основне значення – це конструкція, яка з’єднує «дві точки на висоті над землею», пішохідний міст також може бути нижчою спорудою, наприклад дощатою доріжкою, яка дозволяє пішоходам переходити вологу, крихку або болотисту землю.

## Історія
Найпростішим типом мосту є сходові камені, тому це один із найдавніших типів пішохідних мостів. 
Люди епохи неоліту також будували дощату доріжку через болота, прикладами яких є Світ-Трек і Пост-Трек в Англії, яким близько 6000 років. 
 Безсумнівно, стародавні народи також використовували мости з колод – дерев’яні мости з дерев які впали самі або були навмисно зрубані та розміщені через струмки.

## Надземний пішохідний перехід
Позавуличний пішохідний перехід, виконаний у формі пішохідного мосту та розташований над проїзджою частиною або залізничними коліями.
Переваги надземного пішохідного переходу:
- Більший рівень безпеки (в порівнянні з наземним пішохідним переходом);
- Нижча вартість (у порівнянні з підземним пішохідним переходом), відсутність необхідності перенесення підземних комунікацій;
- Зовнішній огляд того, що відбувається в переході, відсутність необхідності цілодобового освітлення.

Основний недолік надземного пішохідного переходу — більший перепад висот в порівнянні з підземним, внаслідок чого виникає важкодоступність для маломобільних верств населення, а також для мам з візками. Деякі переходи обладнуються ліфтами для інвалідів, але вони, як правило, не працюють більшу частину часу.